# A konvenciós forint pénzjegyei
A konvenciós forint pénzjegyei az Osztrák Császárságban 1750-ben bevezetett pénzrendszer részét képezték. Mária Terézia a konvenciós pénzrendszerrel egy szilárd valutát kívánt létrehozni, amely idővel a többi német ajkú államra is kiterjeszthető. Ez a pénzrontás lehetőségét kizárta, a hadviselés okozta pénzszűkét ezért új eszközzel, papírpénz-kibocsátással próbálták enyhíteni. A papírpénzek iránt eleinte kamatfizetéssel próbálták növelni a bizalmat, lejárat után pedig fémpénzre vagy kötvényre cserélték őket. Habár a kibocsátó, a Wiener Stadt Banco, egyedül rendelkezett a papírpénz-kibocsátás jogával, nem rendelkezett a mai értelemben vett jegybanki függetlenséggel, hanem gyakorlatilag az uralkodó házibankjaként működött. Később a kibocsátó visszaélt a bankjegyekkel szemben kialakult bizalommal: mind többször nyúlt a bankópréshez a pénzhiány fedezésére. Ez tipikus inflációs tünetekhez vezetett: a papírpénzek vesztettek vásárlóerejükből, a nemesfémpénzek pedig eltűntek a forgalomból. A konvenciós forintra alapozott pénzrendszer 1857-ig, az egyleti pénzrendszer bevezetéséig maradt fenn.

## A Wiener Stadt Banco bankjegyei
A Wiener Stadt Banco 1705. december 24-én alakult meg. Az első ismert bankjegykibocsátás 1759-ből származik. Az első valódi papírpénzeket 1762-ben adták ki.
A bankjegyek többsége rendkívül ritkán bukkan fel a kereskedőknél vagy árveréseken. Valamivel gyakoribbak a közönség tájékoztatására gyártott és intézményekben kifüggesztett FORMULAR változatok. Ezek egyszerűsített kivitelben, nyomópecsét, sorszám és aláírások nélkül, legtöbbször az eredeti bankjegyétől eltérő papírra és időnként keresztben áthúzva készültek. Az eredeti bankjegyek ritkasága miatt ezek az ismertető példányok is keresettek a gyűjtők körében.
| Kép                                            | Kép              | Névérték         | Méret            | Leírás                             | Leírás           | Dátumok            | Dátumok             | Dátumok             | Dátumok          |
| Előoldal                                       | Hátoldal         | Névérték         | Méret            | Előoldal                           | Hátoldal         | nyomtatás          | kibocsátás          | visszavonás         | elévülés         |
| 1759. évi kiadás                               | 1759. évi kiadás | 1759. évi kiadás | 1759. évi kiadás | 1759. évi kiadás                   | 1759. évi kiadás | 1759. évi kiadás   | 1759. évi kiadás    | 1759. évi kiadás    | 1759. évi kiadás |
| ---------------------------------------------- | ---------------- | ---------------- | ---------------- | ---------------------------------- | ---------------- | ------------------ | ------------------- | ------------------- | ---------------- |
| [[Fájl:\|116px]]                               | [[Fájl:\|116px]] | 5 Ft             | 117 × 85 mm      |                                    |                  | 1759. november 1.  |                     |                     |                  |
| [[Fájl:\|116px]]                               | [[Fájl:\|116px]] | 10 Ft            | 88 × 112 mm      |                                    |                  | 1759. november 1.  |                     |                     |                  |
| [[Fájl:\|116px]]                               | [[Fájl:\|116px]] | 20 Ft            | 117 × 80 mm      |                                    |                  | 1759. november 1.  |                     |                     |                  |
| 1762. évi kiadás                               |                  |                  |                  |                                    |                  |                    |                     |                     |                  |
|                                                | [[Fájl:\|60px]]  | 5 Ft             | 85 × 180 mm      | értékjelzés, felhasználási záradék | üres             | 1762. július 1.    | 1762. július 1.     | 1771. november 8.   |                  |
|                                                | [[Fájl:\|60px]]  | 10 Ft            | 85 × 180 mm      | értékjelzés, felhasználási záradék | üres             | 1762. július 1.    | 1762. július 1.     | 1771. november 8.   |                  |
|                                                | [[Fájl:\|60px]]  | 25 Ft            | 85 × 180 mm      | értékjelzés, felhasználási záradék | üres             | 1762. július 1.    | 1762. július 1.     | 1771. november 8.   |                  |
|                                                | [[Fájl:\|60px]]  | 50 Ft            | 85 × 180 mm      | értékjelzés, felhasználási záradék | üres             | 1762. július 1.    | 1762. július 1.     | 1771. november 8.   |                  |
|                                                | [[Fájl:\|60px]]  | 100 Ft           | 85 × 180 mm      | értékjelzés, felhasználási záradék | üres             | 1762. július 1.    | 1762. július 1.     | 1771. november 8.   |                  |
| 1771. évi kiadás                               |                  |                  |                  |                                    |                  |                    |                     |                     |                  |
|                                                | [[Fájl:\|60px]]  | 5 Ft             | 85 × 175 mm      |                                    |                  | 1771. július 1.    | 1771. augusztus 1.  | 1785. október 1.    |                  |
|                                                | [[Fájl:\|60px]]  | 10 Ft            | 85 × 175 mm      |                                    |                  | 1771. július 1.    | 1771. augusztus 1.  | 1785. október 1.    |                  |
|                                                | [[Fájl:\|60px]]  | 25 Ft            | 85 × 175 mm      |                                    |                  | 1771. július 1.    | 1771. augusztus 1.  | 1785. október 1.    |                  |
|                                                | [[Fájl:\|60px]]  | 50 Ft            | 85 × 175 mm      |                                    |                  | 1771. július 1.    | 1771. augusztus 1.  | 1785. október 1.    |                  |
|                                                | [[Fájl:\|60px]]  | 100 Ft           | 85 × 175 mm      |                                    |                  | 1771. július 1.    | 1771. augusztus 1.  | 1785. október 1.    |                  |
|                                                | [[Fájl:\|60px]]  | 500 Ft           | 85 × 175 mm      |                                    |                  | 1771. július 1.    | 1771. augusztus 1.  | 1785. október 1.    |                  |
|                                                | [[Fájl:\|60px]]  | 1000 Ft          | 85 × 175 mm      |                                    |                  | 1771. július 1.    | 1771. augusztus 1.  | 1785. október 1.    |                  |
| 1784. évi kiadás                               |                  |                  |                  |                                    |                  |                    |                     |                     |                  |
|                                                | [[Fájl:\|60px]]  | 5 Ft             | 85 × 175 mm      |                                    |                  | 1784. november 1.  | 1785. június 1.     | 1796. október 1.    |                  |
|                                                | [[Fájl:\|60px]]  | 10 Ft            | 85 × 175 mm      |                                    |                  | 1784. november 1.  | 1785. június 1.     | 1796. október 1.    |                  |
|                                                | [[Fájl:\|60px]]  | 25 Ft            | 85 × 175 mm      |                                    |                  | 1784. november 1.  | 1785. június 1.     | 1796. október 1.    |                  |
|                                                | [[Fájl:\|60px]]  | 50 Ft            | 85 × 175 mm      |                                    |                  | 1784. november 1.  | 1785. június 1.     | 1796. október 1.    |                  |
|                                                | [[Fájl:\|60px]]  | 100 Ft           | 85 × 175 mm      |                                    |                  | 1784. november 1.  | 1785. június 1.     | 1796. október 1.    |                  |
|                                                | [[Fájl:\|60px]]  | 500 Ft           | ?                |                                    |                  | 1784. november 1.  | 1785. június 1.     | 1796. október 1.    |                  |
|                                                | [[Fájl:\|60px]]  | 1000 Ft          | ?                |                                    |                  | 1784. november 1.  | 1785. június 1.     | 1796. október 1.    |                  |
| 1796. évi kiadás                               |                  |                  |                  |                                    |                  |                    |                     |                     |                  |
|                                                | [[Fájl:\|60px]]  | 5 Ft             | 85 × 170 mm      |                                    |                  | 1796. augusztus 1. | 1796. szeptember 1. | 1801. június 30.    |                  |
|                                                | [[Fájl:\|60px]]  | 10 Ft            | 85 × 178 mm      |                                    |                  | 1796. augusztus 1. | 1796. szeptember 1. | 1801. június 30.    |                  |
|                                                | [[Fájl:\|60px]]  | 25 Ft            | 85 × 178 mm      |                                    |                  | 1796. augusztus 1. | 1796. szeptember 1. | 1801. június 30.    |                  |
|                                                | [[Fájl:\|60px]]  | 50 Ft            | 85 × 178 mm      |                                    |                  | 1796. augusztus 1. | 1796. szeptember 1. | 1801. június 30.    |                  |
|                                                | [[Fájl:\|60px]]  | 100 Ft           | 85 × 178 mm      |                                    |                  | 1796. augusztus 1. | 1796. szeptember 1. | 1801. június 30.    |                  |
|                                                | [[Fájl:\|60px]]  | 500 Ft           | 85 × 178 mm      |                                    |                  | 1796. augusztus 1. | 1796. szeptember 1. | 1801. június 30.    |                  |
|                                                | [[Fájl:\|60px]]  | 1000 Ft          | 85 × 178 mm      |                                    |                  | 1796. augusztus 1. | 1796. szeptember 1. | 1801. június 30.    |                  |
| 1800. évi kiadás                               |                  |                  |                  |                                    |                  |                    |                     |                     |                  |
|                                                | [[Fájl:\|48px]]  | 1 Ft             | 68 × 150 mm      |                                    |                  | 1800. január 1.    | 1800. május 15.     | 1812. december 31.  |                  |
|                                                | [[Fájl:\|49px]]  | 2 Ft             | 70 × 160 mm      |                                    |                  | 1800. január 1.    | 1800. május 15.     | 1812. december 31.  |                  |
|                                                | [[Fájl:\|49px]]  | 5 Ft             | 70 × 150 mm      |                                    |                  | 1800. január 1.    | 1800. július 15.    | 1808. március 31.   |                  |
|                                                | [[Fájl:\|55px]]  | 10 Ft            | 78 × 140 mm      |                                    |                  | 1800. január 1.    | 1800. július 15.    | 1808. március 31.   |                  |
|                                                |                  | 25 Ft            | 85 × 135 mm      |                                    |                  | 1800. január 1.    | 1800. július 15.    | 1808. március 31.   |                  |
|                                                | [[Fájl:\|62px]]  | 50 Ft            | 88 × 130 mm      |                                    |                  | 1800. január 1.    | 1800. július 15.    | 1803. június 30.    |                  |
|                                                | [[Fájl:\|67px]]  | 100 Ft           | 95 × 125 mm      |                                    |                  | 1800. január 1.    | 1800. július 15.    | 1808. augusztus 31. |                  |
|                                                | [[Fájl:\|92px]]  | 500 Ft           | 131 × 98 mm      |                                    |                  | 1800. január 1.    | 1800. július 15.    | 1811. augusztus 31. |                  |
|                                                | [[Fájl:\|97px]]  | 1000 Ft          | 138 × 94 mm      |                                    |                  | 1800. január 1.    | 1800. július 15.    | 1810. október 5.    |                  |
| 1806. évi kiadás                               |                  |                  |                  |                                    |                  |                    |                     |                     |                  |
|                                                |                  | 5 Ft             | 78 × 140 mm      |                                    |                  | 1806. június 1.    | 1808. augusztus 13. | 1812. január 20.    |                  |
|                                                |                  | 10 Ft            | 87 × 148 mm      |                                    |                  | 1806. június 1.    | 1808. július 23.    | 1811. december 24.  |                  |
|                                                |                  | 25 Ft            | 92 × 160 mm      |                                    |                  | 1806. június 1.    | 1807. október 1.    | 1812. november 8.   |                  |
|                                                |                  | 50 Ft            | 92 × 152 mm      |                                    |                  | 1806. június 1.    | 1807. október 1.    | 1812. november 8.   |                  |
|                                                |                  | 100 Ft           | 152 × 93 mm      |                                    |                  | 1806. június 1.    | 1807. október 1.    | 1811. november 30.  |                  |
|                                                |                  | 500 Ft           | 163 × 102 mm     |                                    |                  | 1806. június 1.    | 1807. október 1.    | 1811. november 30.  |                  |
| A képeken 0,7 pixel felel meg 1 milliméternek. |                  |                  |                  |                                    |                  |                    |                     |                     |                  |

## A privilegirten vereinigte Einlösungs- und Tilgungsdeputation papírpénzei

### Einlösungsschein
| Kép                                            | Kép             | Névérték | Méret       | Leírás                             | Leírás   | Dátumok          | Dátumok              | Dátumok         | Dátumok  |
| Előoldal                                       | Hátoldal        | Névérték | Méret       | Előoldal                           | Hátoldal | nyomtatás        | kibocsátás           | visszavonás     | elévülés |
| ---------------------------------------------- | --------------- | -------- | ----------- | ---------------------------------- | -------- | ---------------- | -------------------- | --------------- | -------- |
|                                                | [[Fájl:\|61px]] | 1 Ft     | 87 × 60 mm  | értékjelzés, felhasználási záradék | üres     | 1811. március 1. | 1811. szeptember 20. | 1858. július 1. |          |
|                                                | [[Fájl:\|74px]] | 2 Ft     | 105 × 68 mm | értékjelzés, felhasználási záradék | üres     | 1811. március 1. | 1811. szeptember 20. | 1858. július 1. |          |
|                                                | [[Fájl:\|87px]] | 5 Ft     | 124 × 78 mm | értékjelzés, felhasználási záradék | üres     | 1811. március 1. | 1811. június 20.     | 1858. július 1. |          |
|                                                | [[Fájl:\|91px]] | 10 Ft    | 130 × 88 mm | értékjelzés, felhasználási záradék | üres     | 1811. március 1. | 1811. június 20.     | 1858. július 1. |          |
|                                                | [[Fájl:\|93px]] | 20 Ft    | 133 × 85 mm | értékjelzés, felhasználási záradék | üres     | 1811. március 1. | 1811. június 20.     | 1858. július 1. |          |
|                                                | [[Fájl:\|93px]] | 100 Ft   | 133 × 90 mm | értékjelzés, felhasználási záradék | üres     | 1811. március 1. | 1811. június 20.     | 1858. július 1. |          |
| A képeken 0,7 pixel felel meg 1 milliméternek. |                 |          |             |                                    |          |                  |                      |                 |          |

### Anticipationsschein
| Kép                                            | Kép             | Névérték | Méret       | Leírás                             | Leírás   | Dátumok           | Dátumok         | Dátumok         | Dátumok  |
| Előoldal                                       | Hátoldal        | Névérték | Méret       | Előoldal                           | Hátoldal | nyomtatás         | kibocsátás      | visszavonás     | elévülés |
| ---------------------------------------------- | --------------- | -------- | ----------- | ---------------------------------- | -------- | ----------------- | --------------- | --------------- | -------- |
|                                                | [[Fájl:\|46px]] | 2 Ft     | 65 × 97 mm  | értékjelzés, felhasználási záradék | üres     | 1813. április 16. | 1813. június 8. | 1858. július 1. |          |
|                                                | [[Fájl:\|53px]] | 5 Ft     | 76 × 112 mm | értékjelzés, felhasználási záradék | üres     | 1813. április 16. | 1813. június 8. | 1858. július 1. |          |
|                                                | [[Fájl:\|84px]] | 10 Ft    | 120 × 85 mm | értékjelzés, felhasználási záradék | üres     | 1813. április 16. | 1813. június 8. | 1858. július 1. |          |
|                                                | [[Fájl:\|90px]] | 20 Ft    | 128 × 85 mm | értékjelzés, felhasználási záradék | üres     | 1813. április 16. | 1813. június 8. | 1858. július 1. |          |
| A képeken 0,7 pixel felel meg 1 milliméternek. |                 |          |             |                                    |          |                   |                 |                 |          |

## Az Oesterreichische National Zettel Bank bankjegyei
| Kép                                            | Kép              | Névérték | Méret        | Leírás                             | Leírás   | Dátumok         | Dátumok              | Dátumok           | Dátumok  |
| Előoldal                                       | Hátoldal         | Névérték | Méret        | Előoldal                           | Hátoldal | nyomtatás       | kibocsátás           | visszavonás       | elévülés |
| ---------------------------------------------- | ---------------- | -------- | ------------ | ---------------------------------- | -------- | --------------- | -------------------- | ----------------- | -------- |
|                                                | [[Fájl:\|126px]] | 5 Ft     | 180 × 120 mm | értékjelzés, felhasználási záradék | üres     | 1816. július 1. | 1816. július 1.      | 1829. június. 30. |          |
|                                                | [[Fájl:\|126px]] | 10 Ft    | 180 × 120 mm | értékjelzés, felhasználási záradék | üres     | 1816. július 1. | 1816. július 1.      | 1829. június. 30. |          |
|                                                | [[Fájl:\|126px]] | 25 Ft    | 180 × 120 mm | értékjelzés, felhasználási záradék | üres     | 1816. július 1. | 1816. július 1.      | 1830. július 31.  |          |
|                                                | [[Fájl:\|126px]] | 50 Ft    | 180 × 120 mm | értékjelzés, felhasználási záradék | üres     | 1816. július 1. | 1816. július 1.      | 1830. július 31.  |          |
|                                                | [[Fájl:\|126px]] | 100 Ft   | 180 × 120 mm | értékjelzés, felhasználási záradék | üres     | 1816. július 1. | 1816. szeptember 20. | 1830. július 31.  |          |
|                                                | [[Fájl:\|126px]] | 500 Ft   | 180 × 120 mm | értékjelzés, felhasználási záradék | üres     | 1816. július 1. | 1816. szeptember 20. | 1830. július 31.  |          |
|                                                | [[Fájl:\|126px]] | 1000 Ft  | 180 × 120 mm | értékjelzés, felhasználási záradék | üres     | 1816. július 1. | 1816. szeptember 20. | 1830. július 31.  |          |
| A képeken 0,7 pixel felel meg 1 milliméternek. |                  |          |              |                                    |          |                 |                      |                   |          |

## A privilegirte oesterreichische National-Bank bankjegyei
| Kép                                            | Kép              | Névérték         | Méret            | Leírás                                                                                                | Leírás           | Dátumok           | Dátumok           | Dátumok              | Dátumok          |
| Előoldal                                       | Hátoldal         | Névérték         | Méret            | Előoldal                                                                                              | Hátoldal         | nyomtatás         | kibocsátás        | visszavonás          | elévülés         |
| 1825. évi kiadás                               | 1825. évi kiadás | 1825. évi kiadás | 1825. évi kiadás | 1825. évi kiadás                                                                                      | 1825. évi kiadás | 1825. évi kiadás  | 1825. évi kiadás  | 1825. évi kiadás     | 1825. évi kiadás |
| ---------------------------------------------- | ---------------- | ---------------- | ---------------- | --- | ---------------- | ----------------- | ----------------- | -------------------- | ---------------- |
|                                                | [[Fájl:\|86px]]  | 5 Ft             | 123 × 88 mm      | értékjelzés, felhasználási záradék                                                                    | üres             | 1825. június 23.  | 1828. július 1.   | 1840. december 31.   |                  |
|                                                | [[Fájl:\|62px]]  | 10 Ft            | 88 × 136 mm      | értékjelzés, felhasználási záradék                                                                    | üres             | 1825. június 23.  | 1828. július 1.   | 1840. december 31.   |                  |
|                                                | [[Fájl:\|97px]]  | 25 Ft            | 139 × 99 mm      | értékjelzés, felhasználási záradék                                                                    | üres             | 1825. június 23.  | 1829. július 1.   | 1840. december 31.   |                  |
|                                                | [[Fájl:\|102px]] | 50 Ft            | 145 × 105 mm     | értékjelzés, felhasználási záradék                                                                    | üres             | 1825. június 23.  | 1829. július 1.   | 1840. december 31.   |                  |
|                                                | [[Fájl:\|110px]] | 100 Ft           | 157 × 107 mm     | értékjelzés, felhasználási záradék                                                                    | üres             | 1825. június 23.  | 1829. július 1.   | 1840. december 31.   |                  |
|                                                | [[Fájl:\|121px]] | 500 Ft           | 173 × 120 mm     | értékjelzés, felhasználási záradék                                                                    | üres             | 1825. június 23.  | 1831. január 31.  | 1840. december 31.   |                  |
|                                                | [[Fájl:\|126px]] | 1000 Ft          | 180 × 125 mm     | értékjelzés, felhasználási záradék                                                                    | üres             | 1825. június 23.  | 1831. január 31.  | 1840. december 31.   |                  |
| 1833. és 1834. évi kiadások                    |                  |                  |                  | |                  |                   |                   |                      |                  |
|                                                | [[Fájl:\|89px]]  | 5 Ft             | 127 × 90 mm      | értékjelzés, felhasználási záradék                                                                    | üres             | 1833. december 9. | 1839. július 1.   | 1842. december 31.   |                  |
|                                                | [[Fájl:\|96px]]  | 10 Ft            | 137 × 106 mm     | értékjelzés, felhasználási záradék, az Osztrák Császárság kiscímere                                   | üres             | 1834. december 8. | 1839. július 1.   | 1842. december 31.   |                  |
| 1841. évi kiadás                               |                  |                  |                  | |                  |                   |                   |                      |                  |
|                                                | [[Fájl:\|91px]]  | 5 Ft             | 130 × 104 mm     | értékjelzés, felhasználási záradék, az Osztrák Császárság kiscímere, Ausztriát jelképező női portré   | üres             | 1841. január 1.   | 1841. október 9.  | 1852. május 31.      |                  |
|                                                | [[Fájl:\|74px]]  | 10 Ft            | 105 × 130 mm     | értékjelzés, felhasználási záradék, az Osztrák Császárság kiscímere, Ausztriát jelképező női portré   | üres             | 1841. január 1.   | 1841. október 9.  | 1852. május 31.      |                  |
|                                                | [[Fájl:\|131px]] | 50 Ft            | 187 × 130 mm     | értékjelzés, felhasználási záradék, az Osztrák Császárság kiscímere, Ausztriát jelképező női portré   | üres             | 1841. január 1.   | 1841. október 9.  | 1852. május 31.      |                  |
|                                                | [[Fájl:\|141px]] | 100 Ft           | 202 × 118 mm     | értékjelzés, felhasználási záradék, az Osztrák Császárság kiscímere, Ausztriát jelképező női portré   | üres             | 1841. január 1.   | 1841. október 9.  | 1852. május 31.      |                  |
|                                                | [[Fájl:\|141px]] | 1000 Ft          | 202 × 122 mm     | értékjelzés, felhasználási záradék, az Osztrák Császárság kiscímere, Ausztriát jelképező női portré   | üres             | 1841. január 1.   | 1841. október 9.  | 1852. május 31.      |                  |
| 1847. évi kiadás                               |                  |                  |                  | |                  |                   |                   |                      |                  |
|                                                | [[Fájl:\|95px]]  | 5 Ft             | 136 × 108 mm     | értékjelzés, felhasználási záradék, az Osztrák Császárság kiscímere, allegorikus női és férfi portrék | üres             | 1847. január 1.   | 1851. október 10. | 1859. december 31.   |                  |
|                                                | [[Fájl:\|76px]]  | 10 Ft            | 108 × 136 mm     | értékjelzés, felhasználási záradék, az Osztrák Császárság kiscímere, allegorikus női és férfi portrék | üres             | 1847. január 1.   | 1851. május 18.   | 1858. szeptember 30. |                  |
|                                                | [[Fájl:\|147px]] | 100 Ft           | 210 × 132 mm     | értékjelzés, felhasználási záradék, az Osztrák Császárság kiscímere, allegorikus női és férfi portrék | üres             | 1847. január 1.   | 1851. május 18.   | 1858. szeptember 30. |                  |
|                                                | [[Fájl:\|146px]] | 1000 Ft          | 208 × 130 mm     | értékjelzés, felhasználási záradék, az Osztrák Császárság kiscímere, allegorikus női és férfi portrék | üres             | 1847. január 1.   | 1851. május 18.   | 1858. szeptember 30. |                  |
| 1848. évi kiadás (I.)                          |                  |                  |                  | |                  |                   |                   |                      |                  |
| [[Fájl:\|116px]]                               | [[Fájl:\|116px]] | 1 Ft             | 125 × 95 mm      | |                  | 1848. május 1.    |                   |                      |                  |
| [[Fájl:\|116px]]                               | [[Fájl:\|116px]] | 2 Ft             | 135 × 95 mm      | |                  | 1848. május 1.    |                   |                      |                  |
| 1848. évi kiadás (II.)                         |                  |                  |                  | |                  |                   |                   |                      |                  |
| [[Fájl:\|116px]]                               | [[Fájl:\|116px]] | 1 Ft             | 74 × 128 mm      | |                  | 1848. július 1.   |                   |                      |                  |
| [[Fájl:\|116px]]                               | [[Fájl:\|116px]] | 2 Ft             | 125 × 74 mm      | |                  | 1848. július 1.   |                   |                      |                  |
| 1854. évi kiadás                               |                  |                  |                  | |                  |                   |                   |                      |                  |
| [[Fájl:\|116px]]                               | [[Fájl:\|116px]] | 10 Ft            | 145 × 115 mm     | |                  | 1854. július 1.   |                   |                      |                  |
| A képeken 0,7 pixel felel meg 1 milliméternek. |                  |                  |                  | |                  |                   |                   |                      |                  |

## A Staats-Central-Cassa pénzjegyei

### Kibocsátások az 1848-49-es forradalom idején
Az 1848-as forradalom idején ismét veszélybe került a költségvetés egyensúlya és a papírpénzvaluta stabilitása. Hogy a bankjegyekbe vetett bizalmat ne rombolják túlzottan, a kormány kiadásainak fedezésére pénztári utalványokat (más néven pénztárjegyeket; németül: Cassa Anweisung) bocsátott ki a kincstár (hivatalos német nevén: Staats-Central-Cassa). Mivel ezek is rendelkeztek forgalomképességgel, ezért a papírpénzek közt tárgyalhatók.
| Kép                                                            | Kép                                                            | Névérték                                                       | Méret                                                          | Leírás                                                         | Leírás                                                         | Dátumok                                                        | Dátumok                                                        | Dátumok                                                        | Dátumok                                                        |
| Előoldal                                                       | Hátoldal                                                       | Névérték                                                       | Méret                                                          | Előoldal                                                       | Hátoldal                                                       | nyomtatás                                                      | kibocsátás                                                     | visszavonás                                                    | elévülés                                                       |
| Pénztári kamatos utalvány 5%-os kamattal (1848. szeptember 1.) | Pénztári kamatos utalvány 5%-os kamattal (1848. szeptember 1.) | Pénztári kamatos utalvány 5%-os kamattal (1848. szeptember 1.) | Pénztári kamatos utalvány 5%-os kamattal (1848. szeptember 1.) | Pénztári kamatos utalvány 5%-os kamattal (1848. szeptember 1.) | Pénztári kamatos utalvány 5%-os kamattal (1848. szeptember 1.) | Pénztári kamatos utalvány 5%-os kamattal (1848. szeptember 1.) | Pénztári kamatos utalvány 5%-os kamattal (1848. szeptember 1.) | Pénztári kamatos utalvány 5%-os kamattal (1848. szeptember 1.) | Pénztári kamatos utalvány 5%-os kamattal (1848. szeptember 1.) |
| -------------------------------------------------------------- | -------------------------------------------------------------- | -------------------------------------------------------------- | -------------------------------------------------------------- | -------------------------------------------------------------- | -------------------------------------------------------------- | -------------------------------------------------------------- | -------------------------------------------------------------- | -------------------------------------------------------------- | -------------------------------------------------------------- |
| [[Fájl:\|116px]]                                               | [[Fájl:\|116px]]                                               | 30 Ft                                                          | 146 × 100 mm                                                   |                                                                |                                                                | 1848. szeptember 1.                                            | 1848. szeptember 16.                                           | 1849. március 1.                                               |                                                                |
| [[Fájl:\|116px]]                                               | [[Fájl:\|116px]]                                               | 60 Ft                                                          | 150 × 100 mm                                                   |                                                                |                                                                | 1848. szeptember 1.                                            | 1848. szeptember 16.                                           | 1849. március 1.                                               |                                                                |
| [[Fájl:\|116px]]                                               | [[Fájl:\|116px]]                                               | 90 Ft                                                          | 165 × 110 mm                                                   |                                                                |                                                                | 1848. szeptember 1.                                            | 1848. szeptember 16.                                           | 1849. március 1.                                               |                                                                |
| [[Fájl:\|116px]]                                               | [[Fájl:\|116px]]                                               | 300 Ft                                                         | 168 × 110 mm                                                   |                                                                |                                                                | 1848. szeptember 1.                                            | 1848. szeptember 16.                                           | 1849. március 1.                                               |                                                                |
| [[Fájl:\|116px]]                                               | [[Fájl:\|116px]]                                               | 600 Ft                                                         | 168 × 110 mm                                                   |                                                                |                                                                | 1848. szeptember 1.                                            | 1848. szeptember 16.                                           | 1849. március 1.                                               |                                                                |
| [[Fájl:\|116px]]                                               | [[Fájl:\|116px]]                                               | 900 Ft                                                         | 176 × 110 mm                                                   |                                                                |                                                                | 1848. szeptember 1.                                            | 1848. szeptember 16.                                           | 1849. március 1.                                               |                                                                |
| Pénztári kamatos utalvány 3%-os kamattal (1849. január 1.)     |                                                                |                                                                |                                                                |                                                                |                                                                |                                                                |                                                                |                                                                |                                                                |
| [[Fájl:\|116px]]                                               | [[Fájl:\|116px]]                                               | 10 Ft                                                          | 126 × 84 mm                                                    |                                                                |                                                                | 1849. január 1.                                                | 1849. március 12.                                              | 1949. december 31.                                             |                                                                |
| [[Fájl:\|116px]]                                               | [[Fájl:\|116px]]                                               | 25 Ft                                                          | 145 × 98 mm                                                    |                                                                |                                                                | 1849. január 1.                                                | 1849. március 12.                                              | 1949. december 31.                                             |                                                                |
| [[Fájl:\|116px]]                                               | [[Fájl:\|116px]]                                               | 50 Ft                                                          | 150 × 100 mm                                                   |                                                                |                                                                | 1849. január 1.                                                | 1849. március 12.                                              | 1949. december 31.                                             |                                                                |
| [[Fájl:\|116px]]                                               | [[Fájl:\|116px]]                                               | 100 Ft                                                         | 165 × 107 mm                                                   |                                                                |                                                                | 1849. január 1.                                                | 1849. március 12.                                              | 1949. december 31.                                             |                                                                |
| [[Fájl:\|116px]]                                               | [[Fájl:\|116px]]                                               | 500 Ft                                                         | 167 × 108 mm                                                   |                                                                |                                                                | 1849. január 1.                                                | 1849. március 12.                                              | 1949. december 31.                                             |                                                                |
| [[Fájl:\|116px]]                                               | [[Fájl:\|116px]]                                               | 1000 Ft                                                        | 175 × 108 mm                                                   |                                                                |                                                                | 1849. január 1.                                                | 1849. március 12.                                              | 1949. december 31.                                             |                                                                |
| Pénztári kamatos utalvány 3%-os kamattal (1849. március 1.)    |                                                                |                                                                |                                                                |                                                                |                                                                |                                                                |                                                                |                                                                |                                                                |
| [[Fájl:\|116px]]                                               | [[Fájl:\|116px]]                                               | 60 Ft                                                          | ?                                                              |                                                                |                                                                | 1849. március 1.                                               | 1849. március 1.                                               | 1949. december 31.                                             |                                                                |
| Pénztári kamatos utalvány 3%-os kamattal (1849. július 1.)     |                                                                |                                                                |                                                                |                                                                |                                                                |                                                                |                                                                |                                                                |                                                                |
| [[Fájl:\|116px]]                                               | [[Fájl:\|116px]]                                               | 5 Ft                                                           | 83 × 109 mm                                                    |                                                                |                                                                | 1849. július 1.                                                | 1849. július 9.                                                | 1850. december 31.                                             |                                                                |
| [[Fájl:\|116px]]                                               | [[Fájl:\|116px]]                                               | 10 Ft                                                          | 126 × 84 mm                                                    |                                                                |                                                                | 1849. július 1.                                                | 1849. július 9.                                                | 1850. december 31.                                             |                                                                |
| [[Fájl:\|116px]]                                               | [[Fájl:\|116px]]                                               | 25 Ft                                                          | 145 × 98 mm                                                    |                                                                |                                                                | 1849. július 1.                                                | 1849. július 9.                                                | 1850. december 31.                                             |                                                                |
| [[Fájl:\|116px]]                                               | [[Fájl:\|116px]]                                               | 50 Ft                                                          | 150 × 100 mm                                                   |                                                                |                                                                | 1849. július 1.                                                | 1849. július 9.                                                | 1850. december 31.                                             |                                                                |
| [[Fájl:\|116px]]                                               | [[Fájl:\|116px]]                                               | 100 Ft                                                         | 165 × 107 mm                                                   |                                                                |                                                                | 1849. július 1.                                                | 1849. július 9.                                                | 1850. december 31.                                             |                                                                |
| [[Fájl:\|116px]]                                               | [[Fájl:\|116px]]                                               | 500 Ft                                                         | 167 × 108 mm                                                   |                                                                |                                                                | 1849. július 1.                                                | 1849. július 9.                                                | 1850. december 31.                                             |                                                                |
| [[Fájl:\|116px]]                                               | [[Fájl:\|116px]]                                               | 1000 Ft                                                        | 175 × 108 mm                                                   |                                                                |                                                                | 1849. július 1.                                                | 1849. július 9.                                                | 1850. december 31.                                             |                                                                |
| A képeken 0,7 pixel felel meg 1 milliméternek.                 |                                                                |                                                                |                                                                |                                                                |                                                                |                                                                |                                                                |                                                                |                                                                |

### Kibocsátások az 1848-49-es forradalom után
A forradalom leverése utáni években is folyamatos pénzszűkében volt a kormány, így a közvetlen hadikiadások megszűnte után is bocsátottak ki kamatos utalványt, majd kamatozó és nem kamatozó birodalmi kincstárjegyeket (németül: Reichsschatzschein).
| Kép                                                        | Kép                                                        | Névérték                                                   | Méret                                                      | Leírás                                                     | Leírás                                                     | Dátumok                                                    | Dátumok                                                    | Dátumok                                                    | Dátumok                                                    |
| Előoldal                                                   | Hátoldal                                                   | Névérték                                                   | Méret                                                      | Előoldal                                                   | Hátoldal                                                   | nyomtatás                                                  | kibocsátás                                                 | visszavonás                                                | elévülés                                                   |
| Pénztári kamatos utalvány 3%-os kamattal (1850. január 1.) | Pénztári kamatos utalvány 3%-os kamattal (1850. január 1.) | Pénztári kamatos utalvány 3%-os kamattal (1850. január 1.) | Pénztári kamatos utalvány 3%-os kamattal (1850. január 1.) | Pénztári kamatos utalvány 3%-os kamattal (1850. január 1.) | Pénztári kamatos utalvány 3%-os kamattal (1850. január 1.) | Pénztári kamatos utalvány 3%-os kamattal (1850. január 1.) | Pénztári kamatos utalvány 3%-os kamattal (1850. január 1.) | Pénztári kamatos utalvány 3%-os kamattal (1850. január 1.) | Pénztári kamatos utalvány 3%-os kamattal (1850. január 1.) |
| ---------------------------------------------------------- | ---------------------------------------------------------- | ---------------------------------------------------------- | ---------------------------------------------------------- | ---------------------------------------------------------- | ---------------------------------------------------------- | ---------------------------------------------------------- | ---------------------------------------------------------- | ---------------------------------------------------------- | ---------------------------------------------------------- |
| [[Fájl:\|116px]]                                           | [[Fájl:\|116px]]                                           | 50 Ft                                                      | 148 × 98 mm                                                |                                                            |                                                            | 1850. január 1.                                            | 1850. január 1.                                            | 1851. március 31.                                          |                                                            |
| [[Fájl:\|116px]]                                           | [[Fájl:\|116px]]                                           | 100 Ft                                                     | 148 × 98 mm                                                |                                                            |                                                            | 1850. január 1.                                            | 1850. január 1.                                            | 1851. március 31.                                          |                                                            |
| [[Fájl:\|116px]]                                           | [[Fájl:\|116px]]                                           | 500 Ft                                                     | 148 × 98 mm                                                |                                                            |                                                            | 1850. január 1.                                            | 1850. január 1.                                            | 1851. március 31.                                          |                                                            |
| [[Fájl:\|116px]]                                           | [[Fájl:\|116px]]                                           | 1000 Ft                                                    | 148 × 98 mm                                                |                                                            |                                                            | 1850. január 1.                                            | 1850. január 1.                                            | 1851. március 31.                                          |                                                            |
| Birodalmi kincstárjegy 3%-os kamattal (1850. január 1.)    |                                                            |                                                            |                                                            |                                                            |                                                            |                                                            |                                                            |                                                            |                                                            |
| [[Fájl:\|116px]]                                           | [[Fájl:\|116px]]                                           | 100 Ft                                                     | 190 × 125 mm                                               |                                                            |                                                            | 1850. január 1.                                            | 1850. július 1.                                            | 1850. december 31.                                         |                                                            |
| [[Fájl:\|116px]]                                           | [[Fájl:\|116px]]                                           | 500 Ft                                                     | 195 × 135 mm                                               |                                                            |                                                            | 1850. január 1.                                            | 1850. július 1.                                            | 1850. december 31.                                         |                                                            |
| [[Fájl:\|116px]]                                           | [[Fájl:\|116px]]                                           | 1000 Ft                                                    | 210 × 140 mm                                               |                                                            |                                                            | 1850. január 1.                                            | 1850. július 1.                                            | 1850. december 31.                                         |                                                            |
| Nem kamatozó birodalmi kincstárjegy (1851. január 1.)      |                                                            |                                                            |                                                            |                                                            |                                                            |                                                            |                                                            |                                                            |                                                            |
| [[Fájl:\|116px]]                                           | [[Fájl:\|116px]]                                           | 5 Ft                                                       | 128 × 96 mm                                                |                                                            |                                                            | 1851. január 1.                                            | 1851. március 15.                                          | 1856. augusztus 31.                                        |                                                            |
| [[Fájl:\|116px]]                                           | [[Fájl:\|116px]]                                           | 10 Ft                                                      | 136 × 107 mm                                               |                                                            |                                                            | 1851. január 1.                                            | 1851. március 15.                                          | 1852. július 31.                                           |                                                            |
| [[Fájl:\|116px]]                                           | [[Fájl:\|116px]]                                           | 50 Ft                                                      | 200 × 125 mm                                               |                                                            |                                                            | 1851. január 1.                                            | 1851. március 15.                                          | 1856. augusztus 31.                                        |                                                            |
| Birodalmi kincstárjegy 3%-os kamattal (1851. január 1.)    |                                                            |                                                            |                                                            |                                                            |                                                            |                                                            |                                                            |                                                            |                                                            |
| [[Fájl:\|116px]]                                           | [[Fájl:\|116px]]                                           | 100 Ft                                                     | 190 × 125 mm                                               |                                                            |                                                            | 1851. január 1.                                            |                                                            |                                                            |                                                            |
| [[Fájl:\|116px]]                                           | [[Fájl:\|116px]]                                           | 500 Ft                                                     | 195 × 135 mm                                               |                                                            |                                                            | 1851. január 1.                                            |                                                            |                                                            |                                                            |
| [[Fájl:\|116px]]                                           | [[Fájl:\|116px]]                                           | 1000 Ft                                                    | 210 × 140 mm                                               |                                                            |                                                            | 1851. január 1.                                            |                                                            |                                                            |                                                            |
| Birodalmi kincstárjegy 3%-os kamattal (1852. január 1.)    |                                                            |                                                            |                                                            |                                                            |                                                            |                                                            |                                                            |                                                            |                                                            |
| [[Fájl:\|116px]]                                           | [[Fájl:\|116px]]                                           | 100 Ft                                                     | 190 × 125 mm                                               |                                                            |                                                            | 1852. január 1.                                            |                                                            |                                                            |                                                            |
| [[Fájl:\|116px]]                                           | [[Fájl:\|116px]]                                           | 500 Ft                                                     | 195 × 135 mm                                               |                                                            |                                                            | 1852. január 1.                                            |                                                            |                                                            |                                                            |
| [[Fájl:\|116px]]                                           | [[Fájl:\|116px]]                                           | 1000 Ft                                                    | 210 × 140 mm                                               |                                                            |                                                            | 1852. január 1.                                            |                                                            |                                                            |                                                            |
| Birodalmi kincstárjegy 3%-os kamattal (1853. január 1.)    |                                                            |                                                            |                                                            |                                                            |                                                            |                                                            |                                                            |                                                            |                                                            |
| [[Fájl:\|116px]]                                           | [[Fájl:\|116px]]                                           | 100 Ft                                                     | 190 × 125 mm                                               |                                                            |                                                            | 1853. január 1.                                            | 1853. január 1.                                            | 1856. augusztus 31.                                        |                                                            |
| [[Fájl:\|116px]]                                           | [[Fájl:\|116px]]                                           | 500 Ft                                                     | 195 × 135 mm                                               |                                                            |                                                            | 1853. január 1.                                            | 1853. január 1.                                            | 1856. augusztus 31.                                        |                                                            |
| [[Fájl:\|116px]]                                           | [[Fájl:\|116px]]                                           | 1000 Ft                                                    | 210 × 140 mm                                               |                                                            |                                                            | 1853. január 1.                                            | 1853. január 1.                                            | 1856. augusztus 31.                                        |                                                            |
| Nem kamatozó birodalmi kincstárjegy (1853. október 8.)     |                                                            |                                                            |                                                            |                                                            |                                                            |                                                            |                                                            |                                                            |                                                            |
| [[Fájl:\|116px]]                                           | [[Fájl:\|116px]]                                           | 100 Ft                                                     | 200 × 130 mm                                               |                                                            |                                                            | 1853. október 8.                                           |                                                            |                                                            |                                                            |
| [[Fájl:\|116px]]                                           | [[Fájl:\|116px]]                                           | 500 Ft                                                     | 195 × 135 mm                                               |                                                            |                                                            | 1853. október 8.                                           |                                                            |                                                            |                                                            |
| [[Fájl:\|116px]]                                           | [[Fájl:\|116px]]                                           | 1000 Ft                                                    | 210 × 140 mm                                               |                                                            |                                                            | 1853. október 8.                                           |                                                            |                                                            |                                                            |
| A képeken 0,7 pixel felel meg 1 milliméternek.             |                                                            |                                                            |                                                            |                                                            |                                                            |                                                            |                                                            |                                                            |                                                            |

## A Hauptmünzamt Wien papírpénzkibocsátásai
A forradalom miatt az ezüst aprópénzek is tezaurálódtak, ezért a Bécsi Pénzverde (korabeli hivatalos német nevén: Hauptmünzamt [in] Wien) papír szükségpénzeket bocsátott ki. Bár ezeket eredetileg három hónapos lejárattal bocsátották ki, éveken át (egészen az aprópénzhiány leküzdéséig) forgalomban maradtak.
| Kép                                            | Kép              | Névérték   | Méret      | Leírás   | Leírás   | Dátumok         | Dátumok          | Dátumok            | Dátumok  |
| Előoldal                                       | Hátoldal         | Névérték   | Méret      | Előoldal | Hátoldal | nyomtatás       | kibocsátás       | visszavonás        | elévülés |
| ---------------------------------------------- | ---------------- | ---------- | ---------- | -------- | -------- | --------------- | ---------------- | ------------------ | -------- |
| [[Fájl:\|116px]]                               | [[Fájl:\|116px]] | 6 krajcár  | 60 × 43 mm |          |          | 1849. július 1. | 1849. július 24. | 1853. december 31. |          |
| [[Fájl:\|116px]]                               | [[Fájl:\|116px]] | 10 krajcár | 90 × 39 mm |          |          | 1849. július 1. | 1849. július 24. | 1853. december 31. |          |
| A képeken 0,7 pixel felel meg 1 milliméternek. |                  |            |            |          |          |                 |                  |                    |          |